# William B. Lenoir
William Benjamin „Bill“ Lenoir (* 14. März 1939 in Miami, Florida; † 26. August 2010 in Albuquerque, New Mexico) war ein US-amerikanischer Astronaut.

## Leben
Lenoir graduierte 1961 mit einem Bachelor und 1962 mit einem Master jeweils in Elektrotechnik vom Massachusetts Institute of Technology (MIT). 1965 absolvierte er ein Promotionsstudium zum Ph.D. in Elektrotechnik und Informatik am MIT. Von 1964 bis 1965 war Lenoir Ausbilder am MIT und wurde dort 1965 Assistenzprofessor für Elektrotechnik.

## Astronautentätigkeit
Im August 1967 wurde Lenoir als Wissenschaftsastronaut von der NASA ausgewählt. Während seiner Ausbildung absolvierte er auch eine Flugausbildung auf der Laughlin Air Force Base in Texas. Lenoir war in der Ersatzmannschaft für die Missionen Skylab 3 und Skylab 4, welche die zweite und dritte bemannte Mission zur Skylab-Raumstation waren.
Von September 1974 bis Juli 1976 arbeitete Lenoir unter anderem an einem Projekt der NASA für ein Kraftwerk im Weltraum.

### STS-5
Als Missionsspezialist startete Lenoir am 11. November 1982 mit der Raumfähre Columbia zu seinem einzigen Flug ins All. Diese Mission war der erste Flug eines Space Shuttles, bei dem kommerzielle Satelliten ausgesetzt wurden. Außer den beiden Kommunikationssatelliten und verschiedenen Experimenten stand auch der erste Weltraumausstieg von einem Space Shuttle auf dem Programm. Nach einer Erkrankung Lenoirs wurde der Ausstieg jedoch zuerst um einen Tag verschoben und nach Problemen mit den Raumanzügen schließlich ganz abgesagt. Nach fünf Tagen landete Lenoir mit der Columbia auf der Edwards Air Force Base in Kalifornien.

## Nach der NASA
Lenoir schied 1984 aus der NASA aus und wechselte zur Beraterfirma Booz Allen Hamilton. Von Juni 1989 bis April 1992 war er noch einmal für das NASA-Management tätig und wurde anschließend Vizepräsident der Abteilung Applied Systems bei Booz Allen Hamilton.

## Privates
William Lenoir war zweimal verheiratet und hat drei Kinder. Seine erste Frau Elizabeth Frost war von 1979 bis 1984 Bürgermeisterin von El Lago (Harris County, Texas) Seine zweite Frau Terri Waite arbeitete als Ingenieurin bei der NASA. Er starb nach einem Fahrradunfall an seinen Kopfverletzungen.